# 12 directores para 12 ciudades
12 directores para 12 ciudades (12 registi per 12 città en su título original) es una película documental de 1989 comisionada por el Ministerio de Turismo y Espectáculos de Italia, el ministro de Cultura y el Instituto Luce, donde se invitó a 12 directores a realizar un cortometraje para presentar a las 12 ciudades italianas que serían sede de partidos en la 14.ª Coppa del Mundial de Fútbol, mostrando sus particularidades y características especiales.
Entre los lugares y atractivos presentados están los frescos de Miguel Ángel en Roma, las estrechas calles de Bari, las arcadas de Bolonia, la tierra de Cagliari, el puerto de Génova, el duomo y el Teatro de la Scala de Milán, el fútbol de carnaval en Florencia, el Golfo de Nápoles, el mercado de Palermo, la gente de Turín, los viñedos de Udine y las estatuas de Verona.

## Director - Ciudad
Los directores elegidos para cada ciudad que hospedó encuentros del mundial, en orden de aparición, fueron:
- Michelangelo Antonioni: Roma
- Lina Wertmüller: Bari
- Bernardo y Giuseppe Bertolucci: Bolonia
- Carlo Lizzani: Cagliari
- Franco Zeffirelli: Florencia
- Alberto Lattuada: Génova
- Ermanno Olmi: Milán
- Francesco Rosi: Nápoles
- Mauro Bolognini: Palermo
- Mario Soldati: Turín
- Gillo Pontecorvo: Udine
- Mario Monicelli: Verona